# Mozolewo (rejon dokszycki)
Mozolewo – dawny folwark. Tereny na których leżał znajdują się obecnie na Białorusi, w obwodzie witebskim, w rejonie dokszyckim, w sielsowiecie Tumiłowicze.

## Historia
W czasach zaborów w gminie Tumiłowicze, w powiecie borysowskim, w guberni mińskiej Imperium Rosyjskiego.
W dwudziestoleciu międzywojennym folwark leżał w Polsce, w województwie wileńskim, w powiecie duniłowickim, od 1926 w powiecie dziśnieńskim, w gminie Tumiłowicze, a następnie w gminie Dokszyce.
Według Powszechnego Spisu Ludności z 1921 roku zamieszkiwało tu 5 osób, 3 były wyznania rzymskokatolickiego a 2 prawosławnego. Jednocześnie wszyscy mieszkańcy zadeklarowali polską przynależność narodową. Był tu 1 budynek mieszkalny. W 1931 w 2 domach zamieszkiwało 15 osób.
Wierni należeli do parafii rzymskokatolickiej w Dokszycach i prawosławnej w Tumiłowiczach. Miejscowość podlegała pod Sąd Grodzki w Dokszycach i Okręgowy w Wilnie; właściwy urząd pocztowy mieścił się w Tumiłowiczach.